# Oi!
Oi! je ime podzvrsti punk glasbe, ki govori predvsem o delavskemu razredu .

### Zgodovina
Zvrst se je oblikovala proti koncu leta 1977, s taljenjem stilov zgodnjih punk skupin, kot so Clash in Ramones ter z zgodnjim Britanskim rockom kot so The Rolling Stones in The Who. Predvsem se je promovirala enotnost med subkulturama punkerjev in skinheadov. Prvotno se je stil imenoval »streetpunk« ali »reality-punk«.
Oznaka Oi! se je pojavila v zgodnjih 80-ih ko je glasbeni novinar Garry Bushell označil gibanje ter glasbo »Oi!« domnevno izpeljal iz pesmi skupine Cockney Rejects »Oi! Oi! Oi!«.

### Oi! skupine
Prvotne Oi! skupine so: Cock Sparrer, The Cockney Rejects, Slaughter and the Dogs, Skrewdriver, The Lurkers in Sham 69. Sledili so jim še The Business, The Last Resort, The 4-Skins, The Burial, Combat 84, Infa-Riot, The Blood ter drugi.

### Oi! in rasizem
Ker so bili nekateri pripadniki skinheadov člani rasističnih organizacij kot National Front, so nekateri rock zgodovinarji označili vse Oi! pripadnike kot rasiste. Kljub temu pa nobena od originalnih streetpunk skupin ni bila osebno rasistična, kar pa ne velja za same člane, ki so bili dostikrat v povezavi s skrajno desničarskimi organizacijami.